# Tangenti Anas anni '90
Nella primavera del 1993 l'ANAS venne coinvolta nella vicenda di tangentopoli: in quel periodo si ebbero clamorosi arresti per presunte tangenti per gli interventi susseguenti, ad esempio, all'alluvione della Valtellina.
La questione delle tangenti ANAS ebbe rilievo specialmente per il coinvolgimento di Giovanni Prandini, che era il ministro dei Lavori Pubblici e, in quanto tale, presidente del Consiglio di amministrazione dell'ANAS, il quale fu tratto in ipotesi accusatorie oscillanti fra la corruzione e la concussione; Prandini ammise la percezione delle tangenti inquadrandola come una forma di finanziamento ai partiti. Lo scandalo, relativo a numerosi appalti ANAS e a viaggi pagati dall'ente) coinvolse anche Arnaldo Forlani, che fu deferito al Tribunale dei ministri, e Severino Citaristi, tesoriere della Democrazia Cristiana. Politici ed amministratori ad ogni livello risultarono coinvolti; alcuni si diedero addirittura alla latitanza, come Lorenzo Cesa (allora consigliere comunale a Roma) e l'ex direttore dell'ANAS Antonio Crespo.
Le notizie emerse, in particolare grazie all'interrogatorio di Crespo, consentirono di conoscere in dettaglio le modalità "consuete" del malaffare nel settore autostrade: secondo l'ex direttore generale ANAS, le società autostradali preparavano un progetto per opere da assegnare a trattativa privata che sottoponevano all'Ufficio Lavori per le Autostrade in Concessione, poi passavano insieme ai costruttori al Ministero oppure alla sede dell'ANAS a (secondo la definizione che ne diede il giornalista Enzo Cirillo) "pagare il pizzo", pari al 4% del valore complessivo dei lavori, dopodiché ottenevano il nulla osta e davano il via ai sub-appalti, anche questi a trattativa privata. Autostrade o meno, in corso di interrogatorio Crespo ebbe a lamentare anche i gravosi inconvenienti del dover ricevere mazzette nelle proporzioni in cui erano ricevute all'ANAS, tanto che ad un certo punto dovette impartire drastiche istruzioni ai pagatori perché pietosamente non usassero più, come prima, valigie o valigette: pretese che le banconote delle tangenti gli fossero portate in più maneggevoli scatole di cartone o buste di plastica. Fra le società che avrebbero versato tangenti, a parte società sconosciute in molti casi costituite solo pochi giorni prima degli appalti, vi sarebbe stata anche Autostrade S.p.A., del gruppo Iritecna (IRI), cioè un'azienda di fatto di proprietà statale, il che poneva interrogativi su come potessero mai rendersi disponibili presso questa somme per una simile "funzione" senza aversi irregolarità di bilancio ed omissioni di controllo.
Nel luglio del 1993 iniziò ad occuparsi dell'ente la Corte dei Conti la quale, nella relazione generale sul conto consuntivo dello Stato per il 1992, sottolineò diversi segnali di preoccupazione circa la gestione dell'ANAS: intanto il ricorso generalizzato alla trattativa privata (anche attraverso la continua evocazione di motivi di urgenza in realtà insussistenti), ma anche l'incremento dei residui passivi, una confusa concatenazione di programmi pluriennali che rendeva di fatto impossibile una effettiva ricostruzione contabile dell'attività svolta, una crescita del numero di opere incomplete e al contempo una rarefazione delle opere realizzate in stretta conformità alle originarie previsioni progettuali (per la proliferazione di "varianti in corso d'opera"). Il tutto, secondo la magistratura contabile (che assisteva in quei giorni all'arresto proprio di un suo consigliere, Antonio Soreca, in precedenza direttore generale dell'ANAS e vittima del sensazionalismo giornalistico perché assolto per la non sussistenza delle accuse), comportante un'abnorme ed illegittima lievitazione dei costi.
Nel frattempo la magistratura ordinaria sequestrava atti e cantieri, ed il caos dell'ente si propagava ai soggetti coinvolti con effetti collaterali di una certa complessità. In più si assommavano situazioni di deficit e di esubero di progetti stradali ed autostradali, ad esempio in Lombardia, che producevano da più parti la richiesta di cancellazione del piano triennale ANAS 1991-93.
La gravità della situazione, riguardante complessivamente circa 16.000 miliardi di lire di appalti discutibili e 1.000 miliardi di tangenti, con evidenza di almeno 3.000 miliardi di lavori stradali e autostradali assegnati senza perfezionare i contratti, sulla base di semplici telegrammi, richiese drastici tagli nel bilancio dell'ente, e portò in breve tempo, oltre alla revisione del sistema degli appalti e dopo aver rischiato di farle cambiare anche nome, alla riorganizzazione dell'azienda (che aveva allora 13.000 dipendenti) con le trasformazioni societarie del 1994. Trasformazioni che la Corte dei Conti criticò ritenendo che, alla luce delle irregolarità già riscontrate, sarebbe stato più opportuno non sottrarre l'ente alla modalità di controllo precedente; del resto, rimarcava la Corte, ben il 93,42 per cento dei lavori previsti dal piano triennale 1979-1981 si erano conclusi mediamente nove anni dopo il termine stabilito, mentre le risorse assorbite erano passate dai previsti 2.500 miliardi a 5.188, praticamente il doppio.
Nel 1994 l'Anas venne commissariata da Francesco Merloni, che è stato l'ultimo Ministro dei Lavori Pubblici a ricoprire il ruolo di Presidente del Consiglio di Amministrazione di Anas. Giuseppe D'Angiolino, ex ufficiale della Guardia di Finanza, fu nominato amministratore unico dell'Anas.
Con il decreto legislativo 26 febbraio 1994 n. 143, e con il D.P.C.M. del 26 luglio 1995, Anas fu trasformata in "Ente nazionale per le strade" e divenne ente pubblico economico, con organi di amministrazione ordinari. L'azienda ha quindi superato questo difficile periodo per la politica e le Istituzioni italiane, tornando a una situazione di normalità. Giuseppe D'Angiolino divenne il primo Presidente di Anas - "Ente nazionale per le strade".